# Christian Möller (Politiker)
Christian Möller (* 24. Dezember 1597 in Halle; † 7. September 1684 in Zittau) war mehrmaliger Bürgermeister von Zittau, Stadtschreiber und Richter.

## Leben
Möller studierte in Leipzig und kam dann „bey vornehmen Leuten in Diensten“. 1623 ließ er sich „ehelich“ in Zittau nieder, womit eine erste Ehefrau gemeint sein könnte. 1629 wurde er Bauschreiber und 1633 Stadtschreiber. Am 10. Oktober 1634 heiratete er Eleonore Jungenfels (auch: Eleonora; * 28. August 1618; † 9. Dezember 1664), eine Tochter des 1628 geadelten Reichenberger Burggrafen, Stadthauptmanns und Waldstein’schen Kammerrats Joachim Jung von Jungenfels. Durch diese Ehe wurde Möller (über Eleonores Schwester Anna) im Jahr 1635 mit dem Zittauer Stadtbediensteten (seit 1632) und späteren Bürgermeister (ab 1646) Philipp Stolle verschwägert. 1639 wurde auch Möller Ratsherr. Zum Jahr 1654 arbeitete er sich zum Richter hoch, 1657, 1659 und 1662 wiederholte er dieses Amt. In den Jahren 1663, 1666, 1669, 1672, 1675 und 1677 war er schließlich Bürgermeister. 1684 starb er im Alter von 86 Jahren.